# Florhed
Florhed är en by i Mo socken, Hälsingland, belägen längs gamla landsvägen mellan Bollnäs och Söderhamn. 
Byn består av ett flertal gårdar där åtminstone fem är från1500-talet, troligen medeltida.. De äldsta gårdarna i byn är Ol-Jons, Sven-Ols, Sven-Lars, Per-Ols och Anders-Lars. 2016 är det flera gårdar men endast ett fåtal bedriver aktivt jordbruk. Byn hade två indelta soldater under 1800-talet tillhörande Arbrå kompani. 
Från 1879 till 1965 fanns det i byn lanthandel inklusive bensinstation. Bensinstationen som drevs av bröderna Westerberg var ansluten till Svensk Petroleum AB Standard, sedermera ESSO. Bröderna Westerbergs handelsrörelse avvecklades 1954 och kvarvarande lager såldes till byns andra lanthandel Westins, 
Sedan mitten av 1860-talet har byn haft sin vattenförsörjning tryggad genom ett självfallssystem från närliggande Högklinten. Från början leddes vattnet i rör gjorda av genomborrade stockar, men sedan 1980 sker det genom plastslang.

## Gårdarna i byn[3]
De äldsta och mest dokumenterade byarna i byn. Listade från väster till öster längs landsvägen.

### Bygdegården (fd. Skolan)
Skolan uppfördes på byns allmänning 1878-1880. Den gamla skolbyggnaden tillhör numera Mo Bygdegårdsförening som bedriver verksamhet där och strax bredvid har hembygdsföreningen sina två stugor. Varje måndagskväll under sommarhalvåret så anordnas Classic Motor Monday.

### Björklunds
Drängboställe vars mark uppläts av byalaget till drängen Johan Björklund.

### Westerbergs
Tidigare lanthandel, bensinstation och bussverkstad under tidigt 1900-tal. Uppfördes 1878-1879. Affärsdisken från Bröderna Westerbergs (Jakob och Ludvig) lanthandeln står bevarad i hembygdsgården. Numera privatbostad.

### Anders-Lars
I Anders-Lars bedrevs det 1916-1940 andelsmejeri.

### Westins
Tidigare handelsbod (Westins Lanthandel 1935-1955 ägare Alfred o Anna Westin, L Krugs Diversehandel: 1956-1959 ägare Lars Krug, Ekmarks Diversehandel: 1959 -1963 ägare Sonny Ekmark). Framför nuvarande boningshus stod tidigare ett av Godtemplarföreningens ordenshus.

### Per-Ols
Gården finns dokumenterad så tidigt som 1699 när ett stall uppfördes på gården. Stallet finns fortfarande kvar på annan plats. 

### Sven-Lars
Tidigare kronohemman som köptes av kronan 1754, kvar i samma släkt. 1846 brann gården Florhed 4 ner för att sedan slås samman med Florhed 3 och delas i två delar om 2/3 och 1/3.  Består av halva ursprungliga Florhed 3 och hela Florhed 4. 

### Sven-Ols
Tidigare 1/3 av ursprungliga Florhed 3.

### Viktors
Här bedrivs det fortfarande (2016) fåruppfödning.